# Musée de l'Horlogerie et du Décolletage
Pour les articles homonymes, voir Musée de l'horlogerie.
Le musée de l'Horlogerie et du Décolletage retrace l'histoire de l'horlogerie et du décolletage. Il est situé à l'espace Carpano et Pons, au bord de l'Arve, à Cluses (Haute-Savoie).
Il comprend de précieuses collections liées à l'horlogerie depuis ses origines il y a trois siècles.

## Histoire
L'école d'horlogerie de Cluses est créée en 1886 dans une salle où sont installées les « innovations techniques de ses professeurs », puis au fur et à mesure « enrichi par des donations d'anciens élèves ». Cette année marque donc l'année de création du Musée industriel de Cluses. Au cours des années 1960, l'école, devenue un lycée, se développe et une seconde salle est inaugurée. Une troisième est ouverte au public en 1980.
Le nouveau musée de l'Horlogerie ouvre dans un espace culturel créé dans l'ancienne usine Carpano et Pons. L'inauguration a lieu le 15 mai 1993.

## Collection
Le musée propose deux thématiques au cours de la visite. Le premier thème aborde la mesure du temps ainsi que la recherche de la précision à travers l'histoire, le second permet la présentation des techniques horlogères, une évolution de l'artisanat à la mécatronique.